# Bărdești
Bărdești – wieś w Rumunii, w okręgu Marusza, w gminie Sântana de Mureș. W 2011 roku liczyła 546 mieszkańców.